# 鳳山えり
鳳山 えり（とりやま えり、1982年5月12日 - ）は日本の歌手、作詞家、モデル。
大阪府出身。ガンズマネージメント所属。モデル時代は鳳山 絵里の名前で活動していた。

## 経歴・人物
- 中２から高３まで雑誌mcSisterのモデルとして活動する。その頃から既に作詞活動や音楽活動も始めるようになる。
- 2001年2月、“鳳山 雅姫”（とりやま まさき）名義でワーナーミュージック・ジャパン内のインディーズレーベル・DREAM MACHINEよりインディーズデビュー。同年8月にシングル「渇いた胸」でワーナーミュージック・ジャパンよりメジャーデビュー。
- 2003年に契約を終了し、再度インディーズ活動を経て2005年にDreamusicに移籍。その後2010年、ユニバーサルから鳳山雅姫から鳳山えり名義に変更してSoulJaの楽曲にゲストボーカルで参加。
- 自身の楽曲の作詞を手掛けるほか、詩人としても詩集やポエトリーリーディングCDを発売している。
- 兄と弟がいる[1]。
- 女優・歌手のキタキマユと元タレントの品田ゆいは高校の同級生[2][3]。
- 2014年8月にデザイナーと結婚[4]。同12月に第一子が誕生。

## ディスコグラフィー

### メジャー

#### シングル
1. 渇いた胸（2001年8月8日）オリコン60位
  1. 渇いた胸[4:43]（作詞：鳳山雅姫／作曲：泉川そら／編曲：柴田俊文）
テレビ朝日系ドラマ「早乙女タイフーン」主題歌
  2. 砂[4:58]（作詞：鳳山雅姫／作曲：shinya kimura／編曲：エリックセイ）
  3. 渇いた胸 -late shore mix-[4:27]（編曲：橋本由香利）
2. 月に叢雲 花に風（2001年11月21日）
  1. 月に叢雲 花に風[4:46]（作詞：鳳山雅姫／作曲：柴草玲／編曲：柴田俊文）
TBS系「CDTV-Neo」エンディングテーマ
  2. きんもくせい[5:07]（作詞：鳳山雅姫／作曲：柴草玲／編曲：柴田俊文）
3. 君へ（2002年9月26日）
  1. 君へ[5:34]（作詞：鳳山雅姫／作曲：鈴木優子／編曲：西川進）
BS-2「新・真夜中の王国」エンディングテーマ
  2. 終わらない坂道[5:08]（作詞：鳳山雅姫／作曲：鈴木優子／編曲：西川進）
  3. 読む詩 「君へ」[5:51]
4. あたしを見つけて（2005年6月22日）
  1. あたしを見つけて[4:25]（作詞：toriyama／作曲：川江美奈子／編曲：武部聡志）
フジテレビ系「ウチくる!?」エンディング・テーマ
  2. このままここで[4:47]（作詞：toriyama／作曲：藤井万利子／編曲：坂本昌之）
  3. 読む詩「あたしを見つけて」[7:26]（作詞：toriyama）
5. シュラル（2005年12月21日）
  1. シュラル[4:32]（作詞：吉元由美／作曲・編曲：坂本昌之）
    - アイルランド民謡カバー

  2. フユノアサ[4:20]（作詞：toriyama／作曲：柴草玲／編曲：坂本昌之）

#### ミニアルバム
1. やわらかな風（2002年4月24日）
  1. 序章[1:21]
  2. やわらかな風[5:17]（作詞：鳳山雅姫／作曲：柴草玲／編曲：柴田俊文）
  3. 赤い靴[4:28]（作詞：鳳山雅姫／作曲：鈴木優子／編曲：ERIC ZAI）
  4. 縛られた手足[5:30]（作詞：鳳山雅姫／作曲：鈴木優子／編曲：CHiBUN）
日本テレビ系深夜ドラマ「だめんず・うぉ〜か〜」エンディングテーマ
  5. 錆びた髪[6:47]（作詞：鳳山雅姫／作曲：鈴木優子／編曲：ERIC ZAI）
  6. 似た月[4:24]（作詞：鳳山雅姫／作曲：鈴木優子／編曲：旭純）

#### アルバム
1. あなたとみた夜（2006年4月26日）
  1. シュラル[4:32]（作詞：吉元由美／作曲・編曲：坂本昌之）
  2. ふたり[2:15]（作詞：toriyama／作曲・編曲：川江美奈子）
  3. 悲しくない物語[4:13]（作詞：toriyama／作曲・編曲：西川進）
  4. このままここで[4:48]（作詞：toriyama／作曲：藤井万利子／編曲：坂本昌之）
  5. ツボミ[5:20]（作詞：toriyama／作曲：イズミカワソラ／編曲：西川進）
  6. I DON'T WANT T WAIT[5:06]（作詞・作曲：ポーラ・コール／編曲：小林信吾）
  7. あたしを見つけて[4:25]（作詞：toriyama／作曲：川江美奈子／編曲：武部聡志）
  8. 嘘つき[5:34]（作詞：toriyama／作曲：吉田とおる／編曲：坂本昌之）
  9. 泥棒猫[4:26]（作詞：toriyama／作曲：marhy／編曲：坂本昌之）
  10. 美しいとき[5:24]（作詞：toriyama／作曲：坂本昌之／編曲：坂本昌之）
  11. キス[4:54]（作詞・作曲：toriyama／編曲：坂本昌之）
  12. うたかたの恋人[5:11]（作詞：鳳山雅姫／作曲：marhy／編曲：山口一久）

### インディーズ

#### シングル
1. 三日月（2001年2月21日）
  1. 三日月[5:09]
  2. 三日月 -professional chaos reprise-[7:15]
  3. 三日月 -maru-Q mix-[5:09]
  4. 帰り路[5:00]
2. 願い（2001年4月18日）
  1. 願い[3:58]
  2. 願い (recitational edit)[3:16]
  3. 月に叢雲 花に風[5:04]

#### アルバム
1. 恋におちたふたり（2003年7月16日）オリコン242位
  1. 渇いた胸[4:39]
  2. 君へ[5:34]
  3. ひとつずつ[4:59]
  4. すてきな夢を[4:57]
  5. 悪い女[9:15]
  6. 干からびた心[4:57]
  7. あなたとあたし[5:39]
  8. 月に叢雲 花に風[4:45]
  9. 忘れない[6:19]
  10. 願い (bonus tracks)[3:57]
  11. 三日月 (bonus tracks)[8:52]

#### 企画CD
1. うたかたの恋人（2004年2月4日）オリコン181位
  - 楽曲2曲・ポエトリーリーディング8曲収録、詩集付

  1. うたかたの恋人[5:11]
  2. 愛しい友[4:49]
  3. あなたにあげられるもの[0:53]
  4. 別れ[0:26]
  5. 毒[1:29]
  6. プロポーズ[1:58]
  7. 皮[2:33]
  8. ふたり[2:11]
  9. 水曜日[1:00]
  10. 土曜日[1:52]
  11. 赤ちゃん[1:00]
  12. 忘れない[7:18]

### ポエトリーリーディングCD
1. 読む詩 鳳山雅姫（2002年4月1日）
2. 読む詩その② 鳳山雅姫（2002年8月19日）

### 書籍
- きゅうくつな花～a flower blooming in my season～（2001年5月25日初版出版）